# Perischoechinoidea
Perischoechinoidea é uam subclasse de ouriços-do-mar primitivos cujo registo fóssil mostra terem sido abundantes nos mares do Paleozoico. A maioria das espécies que integravam o grupo extinguiu-se durante o Mesozoico, período durante o qual os equinodermes do grupo Euechinoidea, mais avançados, se tornaram comuns. Apenas a ordem Cidaroida é considerada extante.

## Taxonomia
A subclasse Perischoechinoidea é um agrupamento taxonómico que provavelmente é formado por um conjunto parafilético de formas basais que apresentam em comum apenas a ausência de características avançadas, Não pode assim ser considerado um verdadeiro clade.
A maioria das formas fósseis apresentava múltiplas colunas de placas ambulacrárias, em vez das duas filas encontradas nas espécies actuais. Não apresentavam cintura perignática em torno da boca.
A subclasse Perischoechinoidea apresenta a seguinte composição (onde † indica um taxon extinto):
- Ordem Cidaroida
- Ordem Bothriocidaroida †
- Ordem Echinocystitoida †
- Ordem Megalopoda †
- Ordem Palaechinoida †